# Atelopus lynchi
Atelopus lynchi är en groddjursart som beskrevs av David Cannatella 1981. Atelopus lynchi ingår i släktet Atelopus och familjen paddor. IUCN kategoriserar arten globalt som akut hotad. Inga underarter finns listade.